# Ehrenfriedhof Heidelberg

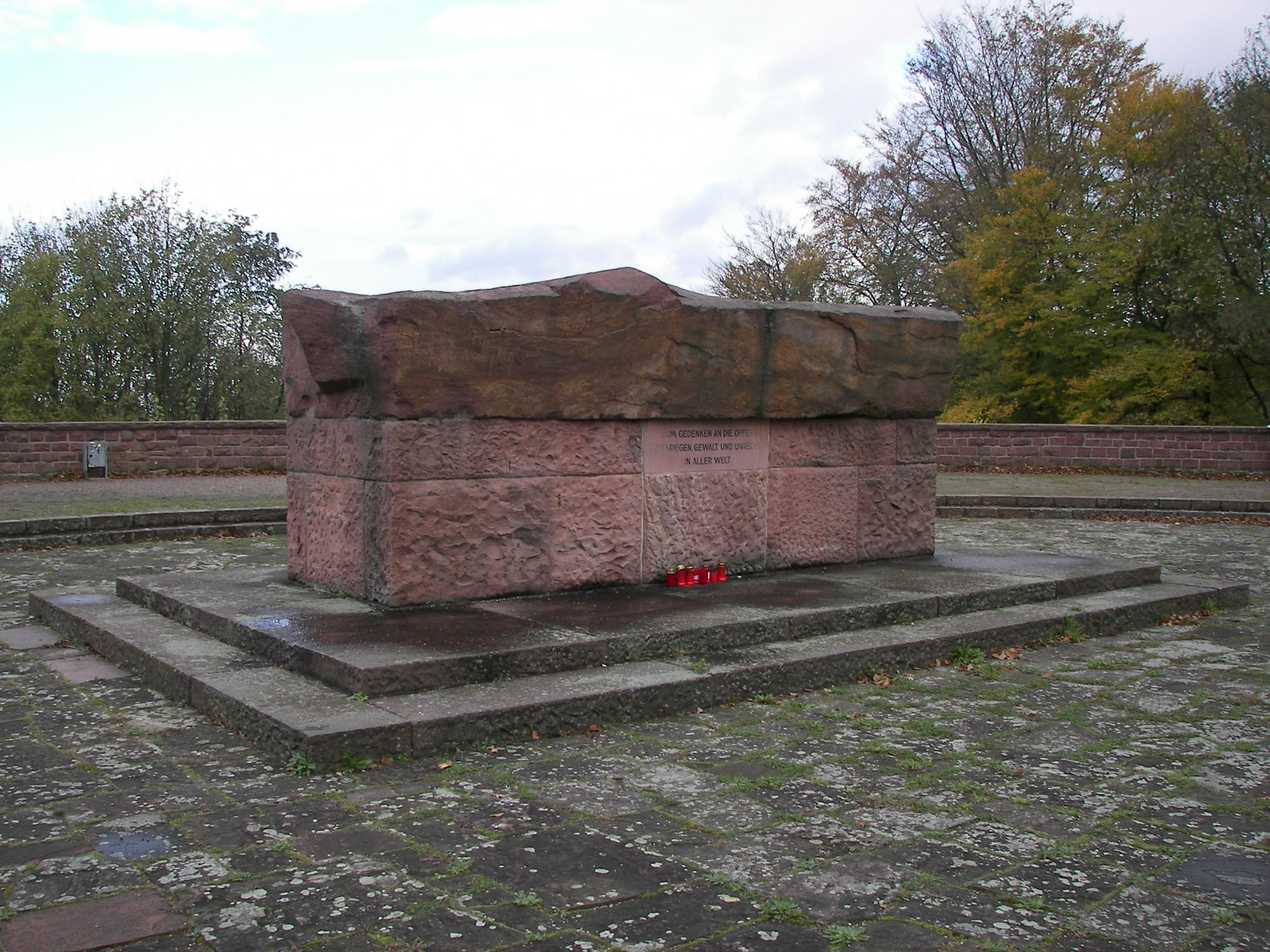
Zentraler Gedenkstein im Ehrenhof des Ehrenfriedhofs Heidelberg

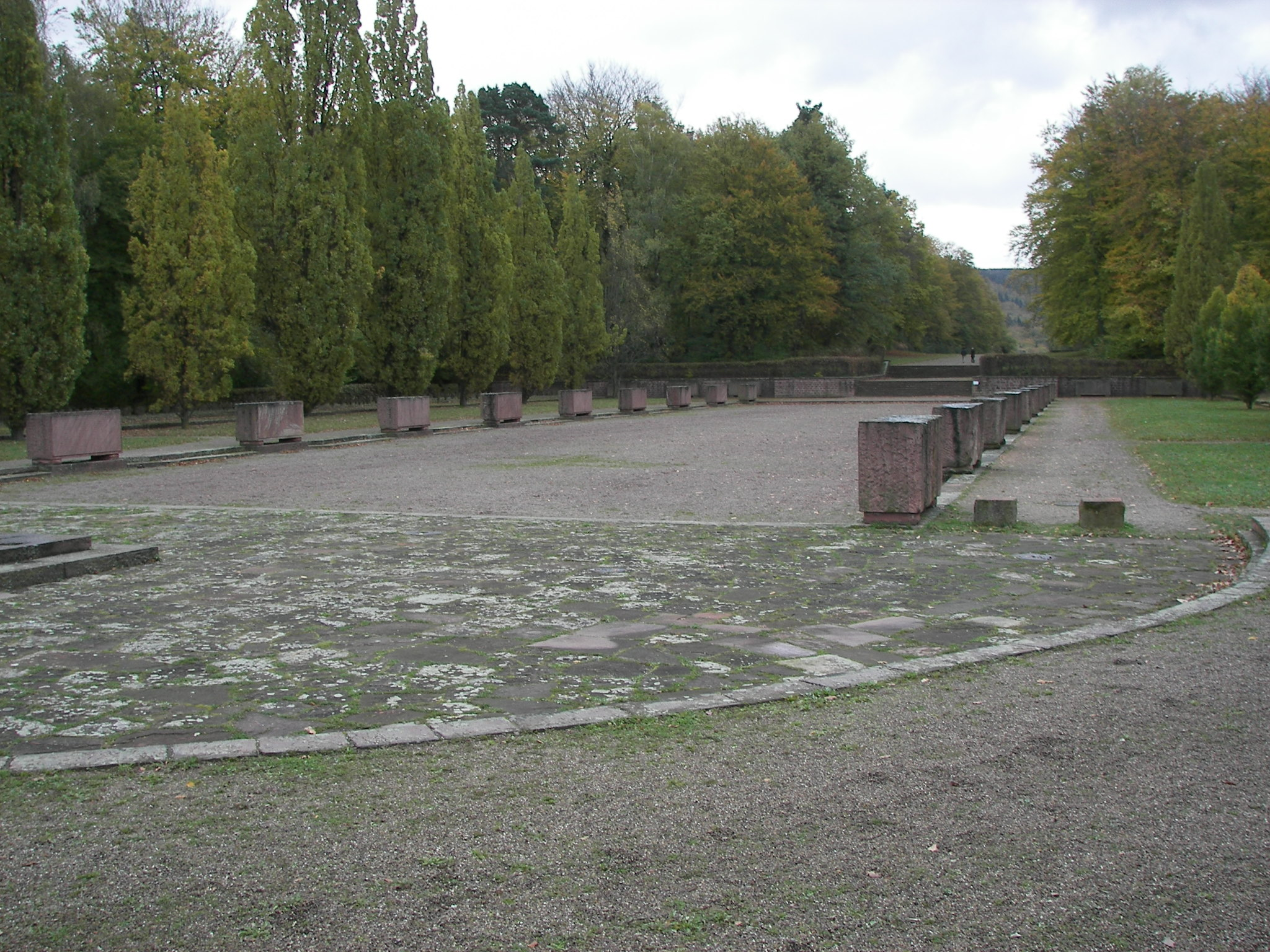
Ehrenhof des Ehrenfriedhofs Heidelberg

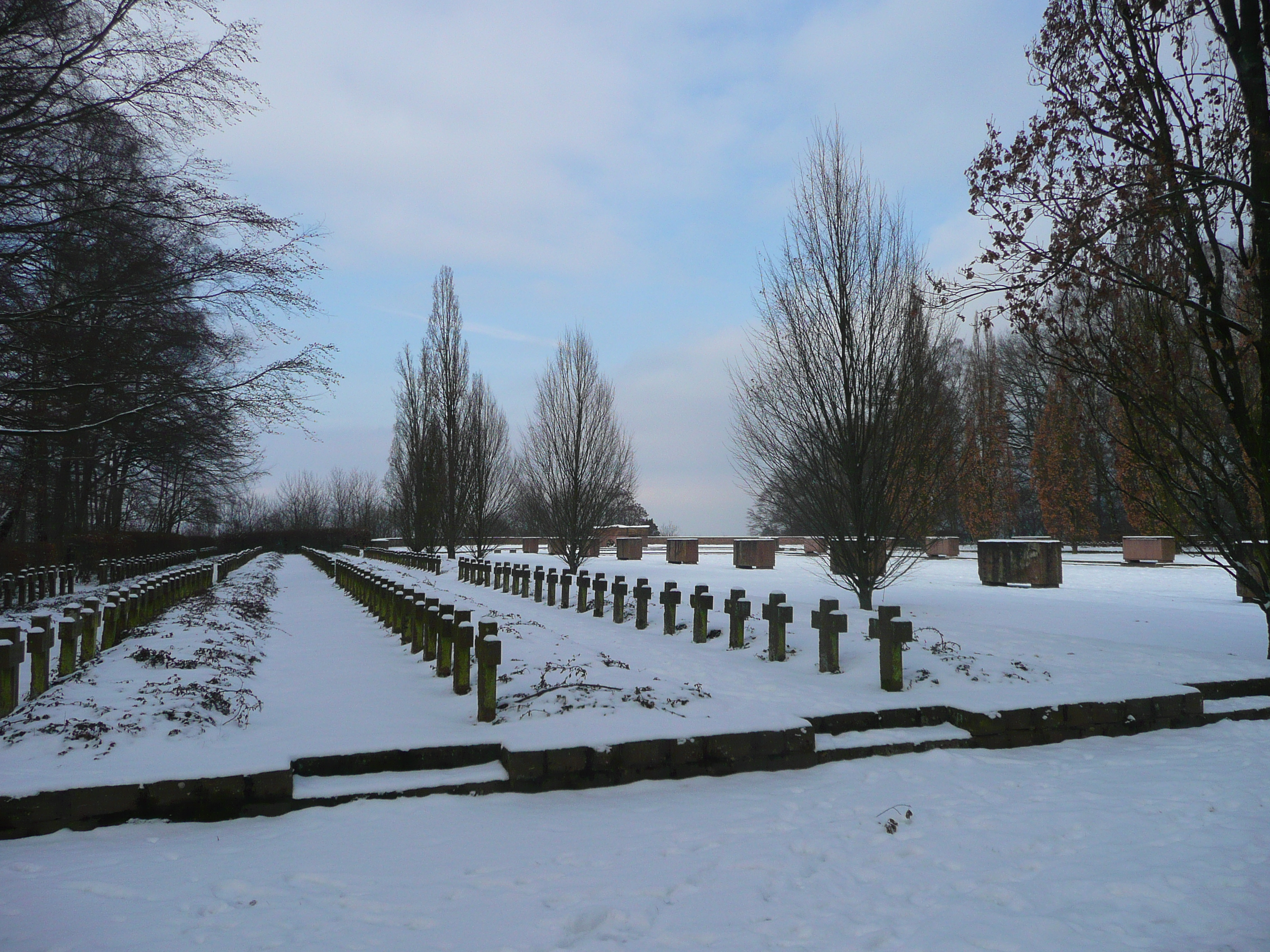
Grabkreuze auf dem Ehrenfriedhof Heidelberg

Der Ehrenfriedhof Heidelberg befindet sich oberhalb der Weststadt von Heidelberg in etwa 295 Meter Höhe auf dem sogenannten Ameisenbuckel oberhalb des Heidelberger Bergfriedhofs. Die Anlage wurde von 1933 bis 1935 als Soldatenfriedhof zur Aufnahme von mehr als 500 umgebetteten Gefallenen des Ersten Weltkriegs angelegt und hat eine Fläche von über 17 ha. In seiner Verlängerung zeigt der Ehrenhof der Anlage auf den Kirchturm der Christuskirche in der Weststadt.

## Geschichte
1913 wurde im Neuenheimer Feld ein neuer Zentralfriedhof für Heidelberg geplant und mit dessen Erschließung begonnen. Als 1914 der Erste Weltkrieg ausbrach, wurde dieser Friedhof zunächst nur zur Bestattung von in Heidelberger Lazaretten verstorbenen Soldaten sowie von nach Heidelberg überführten Kriegstoten genutzt. Nach Kriegsende erfolgten dort noch einige weitere Bestattungen von später an ihren Kriegsverletzungen gestorbenen Personen. Insgesamt gab es auf dem Friedhof im Neuenheimer Feld  599 Soldatengräber, darunter auch 73 Franzosen, 24 Russen, 3 Engländer und 2 Italiener. Bis auf die Russen wurden die Toten anderer Nationalitäten später in ihre Heimatländer umgebettet. Da man inzwischen die Planungen des Zentralfriedhofs im Neuenheimer Feld wieder verworfen hatte, gab es bald Überlegungen, auch die verbliebenen Toten umzubetten, um die Fläche im Neuenheimer Feld anders nutzen zu können.
Am 22. Mai 1933 beschlossen der Stadtrat und der Bürgerausschuss die Errichtung eines Ehrenfriedhofs auf dem so genannten Ameisenbuckel, dem man zur Zeit des Nationalsozialismus verschiedene frühgeschichtliche Bedeutungen als Kultplatz und geschichtlich bedeutsame Stelle zuwies. Mit der Errichtung des Ehrenfriedhofs war der Wunsch nach Schaffung einer Gedenkstätte verbunden. Die Planungen für den Friedhof erstellten Oberbaurat Fritz Haller (1884–1936) vom Städtischen Hochbauamt und der Stuttgarter Professor Paul Bonatz. Der Anlage des Friedhofs gingen im Jahr 1933 langwierige Rodungsarbeiten an der vormals dicht bewaldeten Stelle voran.
Im Jahr 1934 wurde dann der eigentliche Friedhof angelegt. Auf der Baustelle waren 423 Arbeiter sowie zahllose Angehörige des Reichsarbeitsdiensts beschäftigt. Das benötigte Steinmaterial, überwiegend Buntsandstein, wurde vor Ort gewonnen und verarbeitet. Insgesamt wurden 23.000 Kubikmeter Erde bewegt, 1600 Kubikmeter Fundamente und Mauerwerk ausgeführt, mehrere hundert Quadratmeter Bodenplatten und rund 7000 Quadratmeter Stückung gefertigt und verlegt, außerdem 8500 Quadratmeter Rasenflächen und mehrere hundert Bäume gepflanzt. Für die zahlreichen Grab- und Ehrenmäler wurden 544 Steinkreuze gehauen und 28 Ehrentafeln aus riesigen Steinquadern gefertigt. Ein rund 5,50 Meter langer und 20 Tonnen schwerer Steinquader bildete als Totenaltar auf einer halbrunden Terrasse zum Tal den Abschluss des von den Ehrentafeln gebildeten rechteckigen Ehrenhofes, zu dessen Seiten die Gräberfelder liegen.
Am 28. Oktober 1934 erfolgte die feierliche Überführung von 498 Gefallenen vom Zentralfriedhof im Neuenheimer Feld über die Mönchhofsstraße, Brückenstraße, Rohrbacherstraße und Steigerweg zum Ehrenfriedhof, wo der Heidelberger Oberbürgermeister Carl Neinhaus und der Reichsstatthalter Robert Wagner Gedenkreden hielten. Zu den Umbettungen vom Neuenheimer Feld kamen noch 22 Umbettungen vom Bergfriedhof und aus dem Ausland, so dass auf dem Ehrenfriedhof anfangs 520 Tote bestattet waren. Auf den 28 Ehrentafeln wurden außerdem die Namen von 2132 Heidelberger Gefallenen des Ersten Weltkriegs eingehauen. Die Steinmetzarbeiten an Grabkreuzen und Ehrentafeln waren erst im Herbst 1935 beendet.
Auf dem Gelände des Ehrenfriedhofs wurden später auch gefallene Soldaten des Zweiten Weltkrieges bestattet.
Bis in die 2010er Jahre fanden zum Volkstrauertag auf dem Ehrenfriedhof Kranzniederlegungen zum Gedenken an die Kriegstoten beider Weltkriege statt. An der Zeremonie nahmen Vertreter der Bundeswehr, der US-Army, der Stadt Heidelberg sowie auch der Verband der Kriegs- und Wehrdienstopfer teil. Die Gedenkveranstaltung zum Volkstrauertag wurde mittlerweile auf den Heidelberger Bergfriedhof verlegt.